# Journée mondiale du nettoyage de la planète
World Cleanup Day, appelé aussi journée mondiale du nettoyage de notre planète, est une opération planétaire, lancée par l'association à but non lucratif Let's do it Foundation, ayant pour objectif la lutte contre la pollution à travers des nettoyages citoyens.
L'association Let's Do It! World, membre accrédité du Programme des Nations unies pour l'environnement, a été créée en 2008 en Estonie. En 2016, elle est présente dans 113 pays, dont 45 antennes nationales, et 68 antennes régionales.
Cette journée mondiale a lieu habituellement chaque troisième samedi du mois de septembre, mais le 3e vendredi en 2024 (vendredi 20 septembre 2024)

## Historique

### Teeme Ära(2007-2008)
En 2007, Rainer Nolvak participait à des nettoyages citoyens organisés par des associations diverses en Estonie. C'est en 2007 qu'il décide de créer le mouvement Let's Do it! (en estonien : Teeme Ära, qui avait pour concept de motiver toute la population estonienne à participer à un seul nettoyage, pour que le problème soit résolu en une journée. Le 3 mai 2008, plus de 10 000 t de déchets ont été ramassé par 50 000 bénévoles.
Puis après ceci continuèrent dans d'autre pays notamment les états unis.

### Let's do it! World(2008-2017)
Entre 2008 et 2011, le mouvement prend de l'ampleur dans les pays Baltes puis dans ceux de l'Europe de l'Est. Durant cette période, Let's do it! développe plusieurs applications mobiles pour la géolocalisation des décharges sauvages.
Depuis 2012, plusieurs actions sont lancés au niveau mondial, avec plus ou moins de succès selon la région du monde,. En effet, le concept de ne travailler qu'une journée convient particulièrement au pays de l'Ex-URSS, parce que les habitants de ces pays perçoivent le bénévolat régulier comme du communisme. Dans les pays occidentaux, le mouvement a une croissance assez faible parce qu'il existe déjà beaucoup d'associations de collecte de déchets, comme par exemple Surfrider Foundation Europe. Pour les pays d'Afrique, le concept est limité parce qu'il n'existe encore que très peu de centre de recyclage dans le continent.
En 2016, 113 pays ont suivi le mouvement. Let's do it! a battu des records de bénévoles participants à une action humanitaire dans la région des balkans.
En France, la mobilisation est toujours modeste sur cette période,.

### World Cleanup Day (depuis 2017)

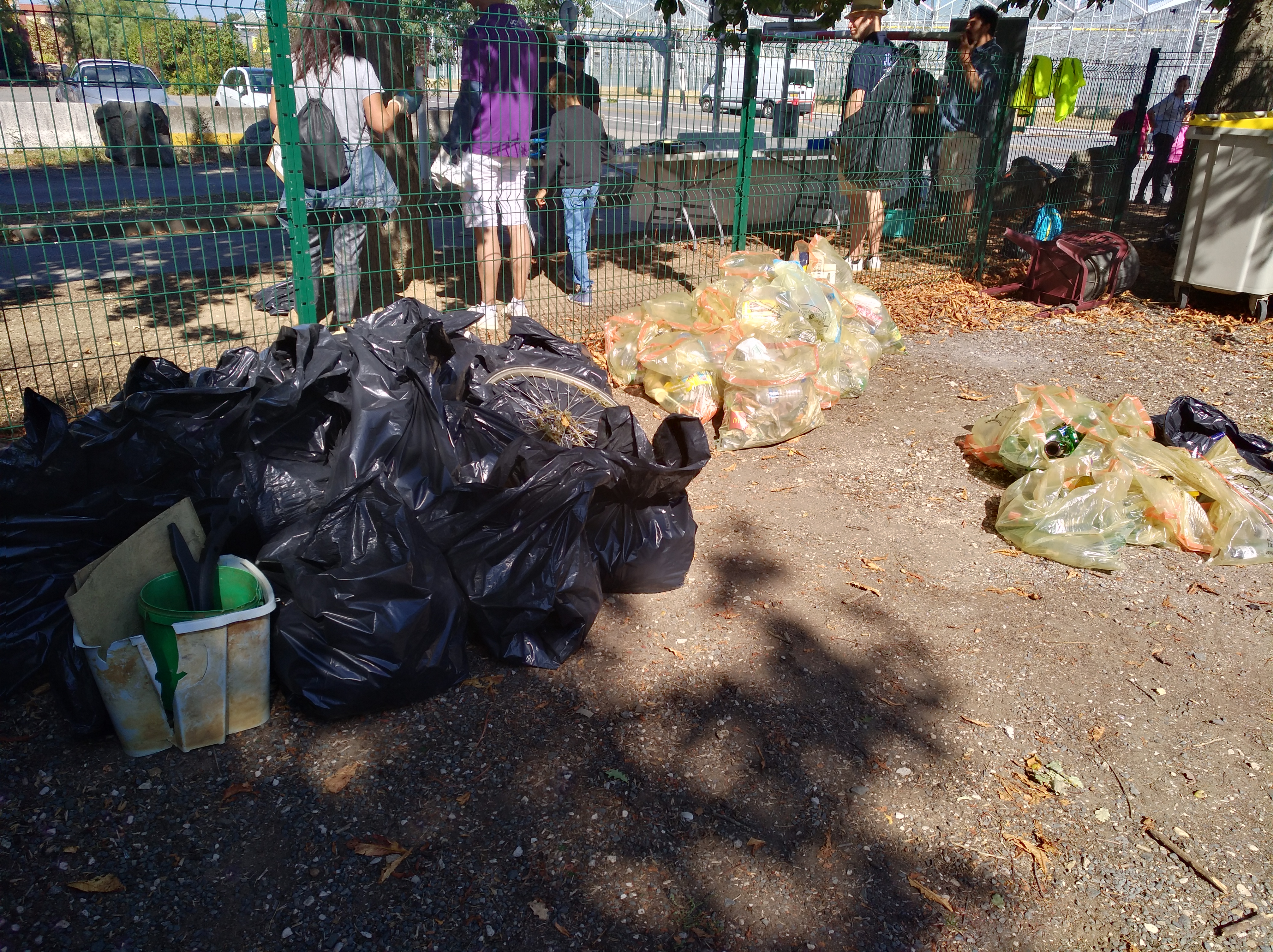
La récolte de l’événement organisé à Villefranche-sur-Saône en 2018.

Après plusieurs années consécutives où les mobilisations étaient plus ou moins importante selon les pays, la direction de Let's Do It! World décide de prendre un virage dans la gestion de l’événement :
- en décidant d'organiser tous les nettoyages nationaux la même date, le 15 septembre 2018;
- en mutualisant tous les services communications mondiaux avec des modèles génériques ;
- en s'alliant avec la Jeune chambre internationale au niveau monde.

Le 15 septembre 2018, l’événement ramène près de 200 000 personnes en France sur 3 000 points de collecte. Dans 157 pays, 18 millions de personnes ont participé à l’événement.
Le 21 septembre 2019 a eu lieu l'édition 2019 du World CleanUp Day dans 160 pays.
Le 19 septembre 2020 a eu lieu l'édition 2020 du World CleanUp Day avec 11 millions de participants.
Le 18 septembre 2021 a eu lieu le World CleanUp Day 2021.
Depuis 2020, il existe également le Digital Cleanup Day. D'abord appelée Cyber World Cleanup Day, cette journée d'action vise à attirer l'attention sur l'empreinte écologique numérique et sur l'impact environnemental qui en découle.

## Prix
- En 2017, Let's do it! World, Teeme Ära en Estonien, reçoit le Prix du citoyen européen décerné par le parlement européen[16].
- Le 21 septembre 2018, l'UNESCO délivre le Prix UNESCO-Japon pour l'Education au développement durable à la Let's do it! Foundation[17]